# BDt 400
A BDt 400 a fecske Bhv elővárosi személyszállító kocsik vezérlőkocsija. Korábbi típusú vezérlőkocsikból lettek átépítve, az eredeti festése fehér alapon kék-sárga csík. Később a MÁV az egységes színterv érdekében átfestette kék színűre, piros csíkkal az oldalán.

## Alkalmazása
A járművek jellemzően a Budapest–Újszász–Szolnok és a Budapest–Záhony-vasútvonalon közlekednek személyvonatok vezérlőkocsijaként. 2023. augusztus 28-ától pedig a Cegléd–Szeged-vasútvonalon Kecskemétről vagy Kiskunfélegyházától a Kiskunhalas–Kiskunfélegyháza-vasútvonalon közlekednek Személyvonat és InterRégió típusban. és a Kizárólag V43 típusú mozdonnyal közlekedik.
Az első hat darab vezérlőkocsi átépítés után csak remot M41 típusú dízelmozdonnyal képes üzemelni, ezek Debrecen környéki vasútvonalakon fordulnak elő.